# Incendie de la discothèque Colectiv
L'incendie de la discothèque Colectiv a eu lieu le 30 octobre 2015 à Bucarest, en Roumanie. L'incendie a fait 64 morts et environ 150 blessés. Cet incendie est le pire incident de ce genre dans le pays depuis 20 ans.

## Déroulement
L'incendie s'est déclenché lors d'un concert gratuit du groupe roumain de metalcore Goodbye to Gravity qui fêtait la sortie de son nouvel album, Mantras of War, dans une discothèque. Les instruments pyrotechniques du groupe, composés de petits feux d'artifice, ont enflammé la mousse acoustique en polyuréthane du club et le feu s'est rapidement propagé.

## Victimes
| Nationalité | Morts | Blessés |
| ----------- | ----- | ------- |
| Roumanie    | 62    | ≈ 150   |
| Turquie     | 1     |         |
| Italie      | 1     |         |
| Espagne     |       | 2       |
| Allemagne   |       | 1       |
| Pays-Bas    |       | 1       |
| Total       | 64    | 154     |

Durant l'incendie, 26 personnes sont mortes auxquelles est venue s'ajouter une autre victime durant le transport jusqu'à l'hôpital. De nombreux blessés présentent des brûlures sur le corps, mais surtout au niveau de la trachée et des poumons. Certains d'entre eux doivent également leurs blessures à des intoxications par la fumée, au monoxyde de carbone et aux gaz toxiques (surtout du cyanure), dont les émanations ont résulté de la combustion des matériaux de la discothèque. Enfin, d'autres personnes ont été blessées après être tombées au sol et avoir été piétinées.
Parmi les blessés, 146 ont été hospitalisés dans plusieurs hôpitaux de Bucarest et du județ d'Ilfov. Du fait du grand nombre de blessés, une quarantaine d'entre eux ont été transférés dans d'autres pays : quatre en Autriche, huit en Belgique, huit aux Pays-Bas, un en France, cinq en Allemagne, neuf au Royaume-Uni, un en Norvège et trois en Israël.
Depuis la nuit du 30 octobre, 36 personnes sont mortes, dont une dizaine dans un hôpital à l'étranger ou lors du transfert.

## Conséquences politiques
De grandes manifestations dénonçant un lien entre les scandales de corruption et le bilan tragique de cet incendie ont conduit à la démission du Premier ministre Victor Ponta et de son gouvernement.

Manifestation le 5 novembre Place de l'université.

Selon l'enquête menée par le journaliste Cătălin Tolontan pour le quotidien Gazeta Sporturilor, un grand nombre de blessés du Colectiv sont décédés de maladies nosocomiales du fait d'un scandale dans l'utilisation des bactéricides par les établissements de santé roumains. Cette affaire a notamment donné lieu au remplacement du ministre de la santé.   

## Filmographie
- L'Affaire collective, film documentaire sorti en 2019.